# Neutralität des Geldes
In der Volkswirtschaftslehre bezeichnet Neutralität des Geldes die Annahme, dass Geldmengenänderungen keinen Einfluss auf reale Größen wie Konsum oder Arbeitslosigkeit haben, sondern lediglich die Geldpreise und -löhne beeinflussen. Nach der neoklassischen Theorie besteht Neutralität des Geldes in der langen, möglicherweise aber nicht in der kurzen Frist. Im Keynesianismus wird hingegen betont, dass kurzfristige Einflüsse die langfristige Entwicklung steuern.
Analytisch besteht schon nach klassischen und neoklassischen Vorstellungen eine Dichotomie (griech. Zweiteilung) zwischen dem realen und monetären Sektor einer Volkswirtschaft. Nach dieser Vorstellung liegt Geld wie ein „Schleier“ über den Transaktionen, beeinflusst aber nicht die relativen Preise und den realen Sektor der Wirtschaft, jedenfalls nicht auf Dauer. Kurzfristig ist Geld nach herrschender Meinung jedoch nicht neutral, was sich besonders in einer Hyperinflation zeigt.
Superneutralität des Geldes bedeutet, dass nicht nur Änderungen der absoluten Geldmenge, sondern auch Änderungen des Geldmengenwachstums keinen Einfluss auf realwirtschaftliche Größen haben. Superneutralität ist eine stärkere Eigenschaft als Neutralität und nur in bestimmten Modellen erfüllt.

## Theoretische Hintergründe
In der makroökonomischen Theorie sind zur Erklärung, wie sich die Veränderung der Geldmenge auswirkt, zwei wesentliche Grundgedanken entwickelt worden.
Der erste Ansatz stammt aus der neoklassischen Theorie realer Konjunkturzyklen. Die Befürworter dieses Ansatzes sind der Meinung, dass Löhne und Preise sich so anpassen, dass die Märkte geräumt werden: Verändert sich die Geldmenge, passen sich alle Preise in der Volkswirtschaft rasch an die höhere Verfügbarkeit von Geld an. Abweichungen von zuvor bestehenden Gleichgewichten auf den Gütermärkten treten nicht nennenswert auf. Ein solches Modell setzt z. B. voraus, dass sich Löhne und Preise tatsächlich sehr rasch – und in beide Richtungen – ändern können. Durch die schnelle und gleichgewichtsneutrale Reaktion der Märkte auf Veränderungen der Geldmenge kann die Volkswirtschaft gedanklich in einen realen und monetären Sektor aufgeteilt werden. Beide Sektoren wirken kaum aufeinander ein. Das Geld ist hinsichtlich der realwirtschaftlichen Größen in diesen Modellen neutral, da es ausschließlich die Tauschmittelfunktion erfüllt. Die Höhe des realen Volkseinkommens und die relativen Preise der Güter und Faktoren werden durch reale Vorgänge festgelegt gedacht. Ein proportionaler Anstieg der nominalen Preise und Löhne erzeugt keine realwirtschaftlichen Veränderungen, es gilt die Neutralität des Geldes.
Die Neutralität des Geldes gilt nicht in den makroökonomischen Modellen des Keynesianismus. Hier wird nicht angenommen, dass sich Preise und Löhne sehr rasch ändern. Vielmehr bleiben sie oft kurzfristig konstant, obwohl sich volkswirtschaftliche Rahmenbedingungen wie die Geldmenge verändern. Anbieter produzieren insbesondere so viel, wie zum kurzfristig gegebenen Preisniveau nachgefragt wird. Eine Ausweitung der Geldmenge führt zu einer höheren Nachfrage auf Seiten der Käufer; die Anbieter produzieren als Reaktion mehr und die Realwirtschaft wächst. Wenn weniger nachgefragt wird als produziert – etwa weil die Geldmenge sinkt –, so tritt Arbeitslosigkeit ein. Realer Sektor und monetärer Sektor stehen hier in einem engen Zusammenhang.

## Theorien nur bedingter Neutralität des Geldes

### Knut Wicksell
Der neoklassische Ökonom Knut Wicksell führte die Bezeichnung „Neutralität des Geldes“ in die Geldtheorie ein. Er schuf die Begriffe „neutrales“ und „wertstabiles“ Geld und definierte den Terminus des neutralen Geldes durch eine Ableitung aus Verhältnis von Geldzins und „natürlichem Zins“. Ihm zufolge ist der Geldzins dann neutral, wenn sein Wert mit der Höhe des natürlichen Zinses übereinstimmt. Unter dem natürlichen Zins verstand Wicksell den Zins, der dem Realertrag des Kapitals in der Produktion entspricht. Dieser Zins ermöglicht somit die Preisniveaustabilität. Das von Wicksell geschaffene Konzept des neutralen Geldes wurde von einigen Theoretikern wie Carl Menger („innerer Tauschwert des Geldes“) und Karl Helfferich („indifferentes Geld“) aufgegriffen. Unter anderen Theoretikern fand seine Theorie jedoch keinen bedeutenden Anklang oder wurde gar abgelehnt. So erhob David Davidson schon frühzeitig den Einwand, dass Wicksell in seinem Buch „Geldzins und Güterpreise“ die Veränderungen auf der güterwirtschaftlichen Seite und insbesondere die der technischen Produktivität nicht berücksichtigt habe. Davidson führt an, dass eine Steigerung der Produktivität die Gewinnaussichten erhöhen kann, solange die Warenpreise unverändert blieben. Deshalb, so Davidson, seien der natürliche (reale) Zins gegenüber dem Geldzins zu hoch geworden.
Geld und Konjunkturtheoretiker setzen sich jedoch erst am Ende der 1920er Jahre und später in eingehender Weise mit Wicksells Thesen über die Neutralität des Geldes auseinander.

### Friedrich von Hayek
Friedrich von Hayek sieht die Neutralität des Geldes zwar als wünschenswerten Zustand an, dieser Zustand werde jedoch durch Geldmengenveränderungen, z. B. wegen der Geldpolitik der Zentralbank, der Hortung oder Enthortung von Geld durch die Bürger aufgehoben.

## Rezeption

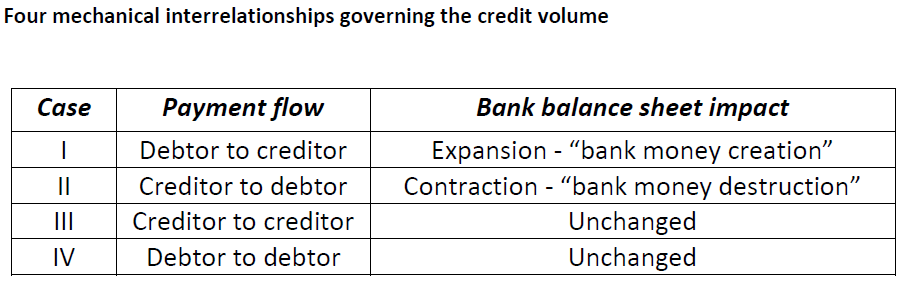
Zu Schöpfung, Vernichtung von Giralgeld (sowie zu keiner Veränderung der Giralgeldmenge im Fall von Wirtschaftskrisen, allgemein bei Zahlungen von Debitoren an Debitoren).

Die Geldmenge unterliegt der Geldpolitik der Zentralbanken, die danach trachtet, die Giralgeldschöpfung der Geschäftsbanken zu beeinflussen. Realitär tendiert die verfügbare Geldmenge (Geldangebot) in konjunkturellen Aufwärtsphasen anzusteigen, in rezessiver Marktstimmung zu stagnieren (siehe auch Tabelle nebenstehend). 
Gemäß Hayek verhalte sich Geld neutral, wenn sämtliche Vorgänge in der Geldwirtschaft dem Idealtypus einer reinen Tauschwirtschaft nach den Gesetzen der Gleichgewichtstheorie entsprechen. „Der Begriff der Neutralität des Geldes ergab sich aus der Indifferenzvorstellung der klassischen Lehre.“ (Stavenhagen 1969).